# 素描

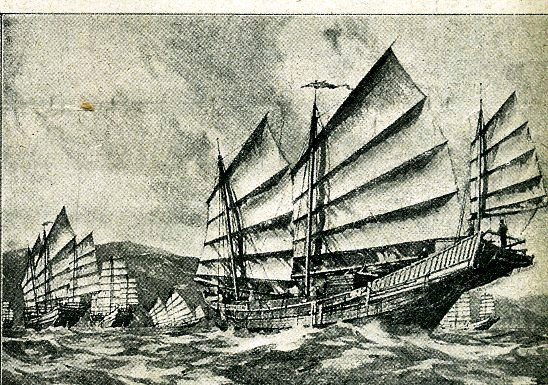
1904年中國帆船鉛筆素描

素描是一种使用绘图的工具使其表现在二维材质上的视觉艺术和造型艺术，它的目的是在二维的畫紙上创造三维的立体形态。使用的工具包括铅笔、石墨、蜡笔、墨水、木炭、粉笔、马克笔、橡皮擦等，以及电子绘图。素描最常见的载体是纸，其他材料如硬纸板，塑料，皮革，木材，帆布等都可使用。
以素描表现的目的而言，素描一般用作提高造型能力和觀察細部的基本绘描练习，或作为创作前的整理或局部草稿练习、素材的搜集方法，并练习物体形象、动态、量感、质感、明暗、空间、色彩、比例、构图、变化统一、疏密等。大多数的画家在从事一幅油画或壁画之前，便先有绘画雏型出来，而这个简单几笔的雏型画，便是素描，素描很少用来制作为成品，但也有画家使用这种方式制作，而这样的成品画和画稿有所出入，因为此类的素描是在画完雏型的基本功外，再添加细部光影变化的描绘。而这样素描的目的也在于作为画家视觉的记录。
以表现的技巧而言，素描有别于水彩、油画，而是重于线条表现方式，以线条的粗细轻重来描述物体的明暗深浅，并且不须顾虑物体细节的色调色值，画面借由明暗光影的衬托来突显主题，但是也由于失去了彩度的考量，素描在明暗的阶调上，分层得很详细，在不同的微细的明暗变化中，都能展现物体的立体感。
法国古典主义油画家安格尔因为和浪漫主义观点不同，认为色彩的作用不是主要的，因此创作了大量素描和单线作品。中国画家王式廓的著名作品“血衣”，也是以素描方式创作的。
著名的素描大师有意大利文艺复兴时期的三巨匠：列奥纳多·达·芬奇; 米开朗基罗·波纳罗蒂; 拉菲尔·桑乔; 中国的徐悲鸿（1895-1953 ）。伦勃朗、彼得·保罗·鲁本斯以及伊利亚·列宾等也是素描大师。

## 历史

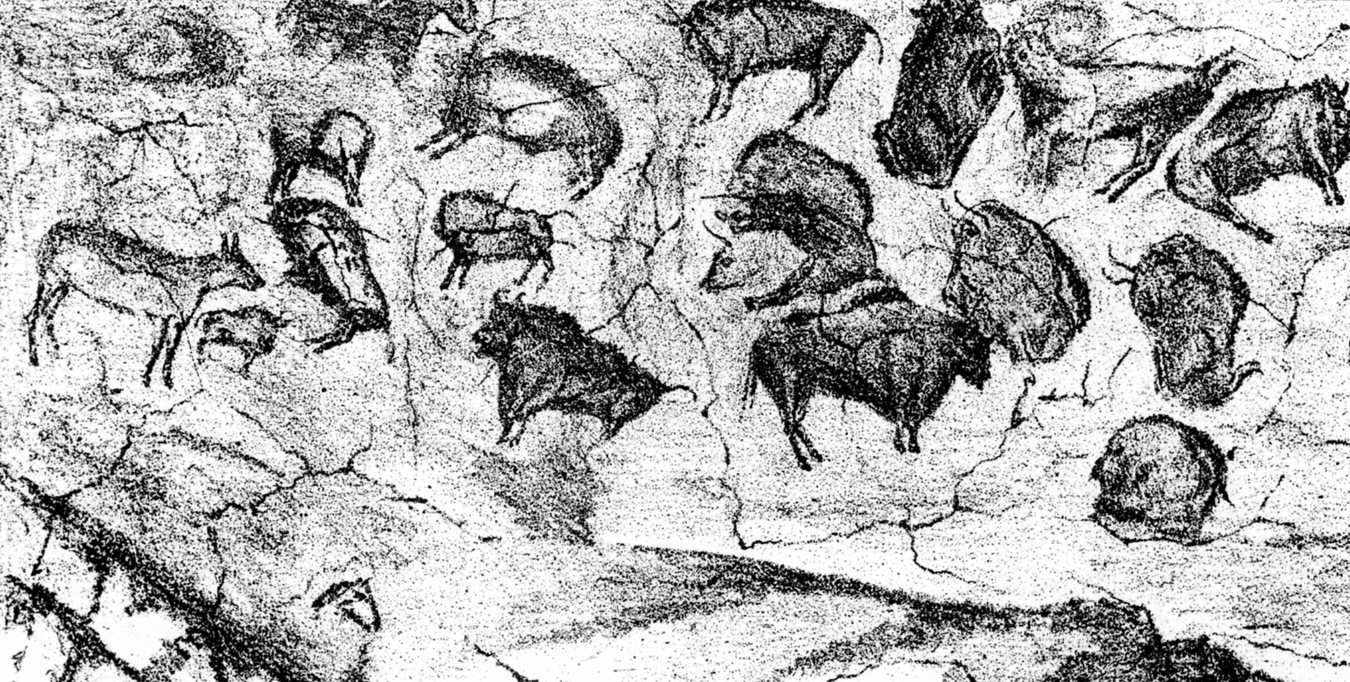
1880年桑图奥拉发表的洞穴壁画图

素描的历史可追溯至西班牙阿尔塔米拉洞窟的壁画、中国花山岩壁画和非洲的许多原始壁画，此时素描仍不是一种独立的艺术形式。:1
到了14世纪末，美术各大技法逐渐出现、完善、形成系统，素描演变成了一种独立的艺术形式。15世纪，素描开始成为美术教学手段。阿尔卑斯山以北的国家形成了严密精确的素描风格，文艺复兴时期自由奔放的意大利则截然不同。17世纪，意大利历史开始进入转折。1590年创立的波伦亚学院强调美术的最高标准：格累乔的风韵、拉斐尔的素描、威尼斯画派的色彩等，强调法则、重素描轻色彩，素描的地位得到了更大的提高。:1
20世纪后，素描形成了独立的画种，各类流派纷纷出现，有效促进了素描的多元化。代表有现实主义画家列宾和现代主义画家毕加索等。:1

## 著名画家
自14世纪以来，每一个世纪都出现了伟大的艺术家。

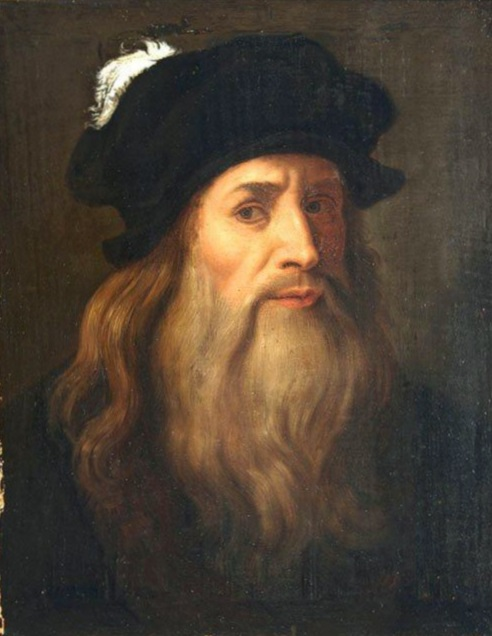
达芬奇

- 14，15和16世纪：达芬奇，杜勒，米开朗基罗和拉斐尔。

- 17世纪：克罗德·洛林，尼古拉·普桑，伦勃朗，圭尔奇诺和彼得·保罗·鲁本斯。
- 18世纪：让-奥诺雷·弗拉戈纳尔，乔凡尼·巴蒂斯塔·提埃坡罗，和让-安东尼·华托。
- 19世纪：塞尚，比亚兹莱，雅克-路易·大卫，皮埃尔·保罗·普吕东，埃德加·德加，西奥多·杰利柯，弗朗西斯科·戈雅，让·奥古斯特·多米尼克·安格尔，奥迪隆·雷东，亨利·德·图卢兹-洛特雷克，奥诺雷·杜米埃和梵高。
- 20世纪：凯绥·珂勒惠支，马克斯·贝克曼，让·杜布菲，乔治·格罗兹，埃贡·席勒，阿希尔·戈尔基，保罗·克利，奥斯卡·科柯施卡，阿尔丰斯·慕夏，莫里茨·科内利斯·埃舍尔，André Masson（英语：André Masson），Pascin（英语：Pascin）和毕加索。

## 透视
透视是素描的基础，平行透视（一点透视）和成角透视（二点透视）是素描中最重要的两种透视，它是目前合规的素描课堂中所教的第一样东西。平行透视有一个消失点（灭点），而成角透视则有两个消失点。
此外，素描中其他比较重要的透视有圆形透视、倾斜透视和空气透视。
- 平行透视（一点透视）
- 成角透视（二点透视）
- 由于空气的阻隔，远处的物体和近处的物体相比色彩更加黯淡，清晰度也更差。这就是空气透视。

## 类别

### 按工具分
按工具分，可分为铅笔、木炭等等。

#### 鉛筆

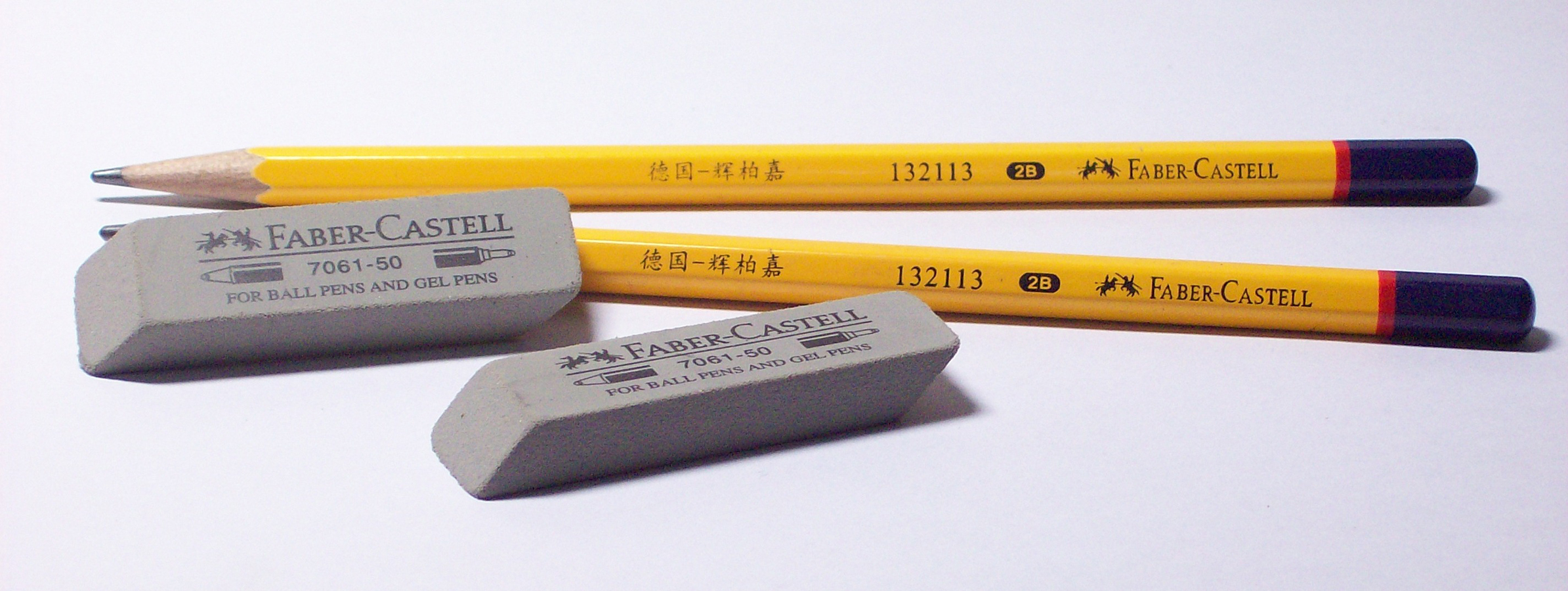
铅笔与橡皮是素描中的常用工具

鉛筆素描常是素描練習的開始，不論是精細素描或是速寫，都可以由易於修改的鉛筆開始，与此同时，它也可以作为一个独立的画种。:120並練習運用不同標誌的鉛筆，鉛筆標誌B表示黑，前面標誌的阿拉伯數字越大，其石墨越軟，畫出來的顏色也越黑，可用來畫較暗的部分；H表示質地較硬，前面標誌的阿拉伯數字越大，其質地越硬，可用來畫光影較明亮的區域。
鉛筆素描的畫紙可選用紙面相對存在較粗紋理的畫紙，如150克或200克以上的的模造紙。橡皮，以軟質為佳，若製造不同的效果，則有綜合材料的思路作為參考，也就是說，素描是一種材料和方式，但怎樣更好，需發揮自身的想像力。當然，最好自己能先完整而真實的在紙面上再現所看到的真實世界，寫實的能力，是所有想像力的最堅實基礎。
常見的素描習作可以靜物寫生、風景寫生來作練習。

#### 木炭
木炭素描的炭條通常是用柳條燒製而成，畫紙可選用150磅或200磅的模造紙，可用軟橡皮、饅頭、麵包等作擦拭修改。
木炭素描常以石膏像作為練習的對象，因為石膏像為純化的物體，無色澤，無強烈的紋理變化，經由光線照射後，可產生清楚的明暗對比。初學者常由頭像入手。

### 按目的分
按目的分，可分为写实素描、表现性素描和创意性素描。写实素描又名具象素描，目的是将三维空间的实际事物尽可能真实的反映到画面中；表现性素描则在写实素描的基础上添加了作者的主观感受和感情，作者通过自身的素描知识来表现自己独特的审美观，成品较写实素描往往有思想内涵，更具艺术趣味和欣赏价值；创意性素描的目的是抒发作者的情感，造型夸张、构图奇特、色调扑朔离迷，成品的视觉效果相当强烈。

## 光与明暗
明暗是在光的照耀下产生的，光的强弱直接决定了物体和其投影的明暗程度。
无论是何种物体，它都有5种基本的明暗色调：亮部、灰部、明暗交界线、暗部、投影，它们互不相同又相对统一，在球体的明暗关系中尤为明显。

## 笔法与技法

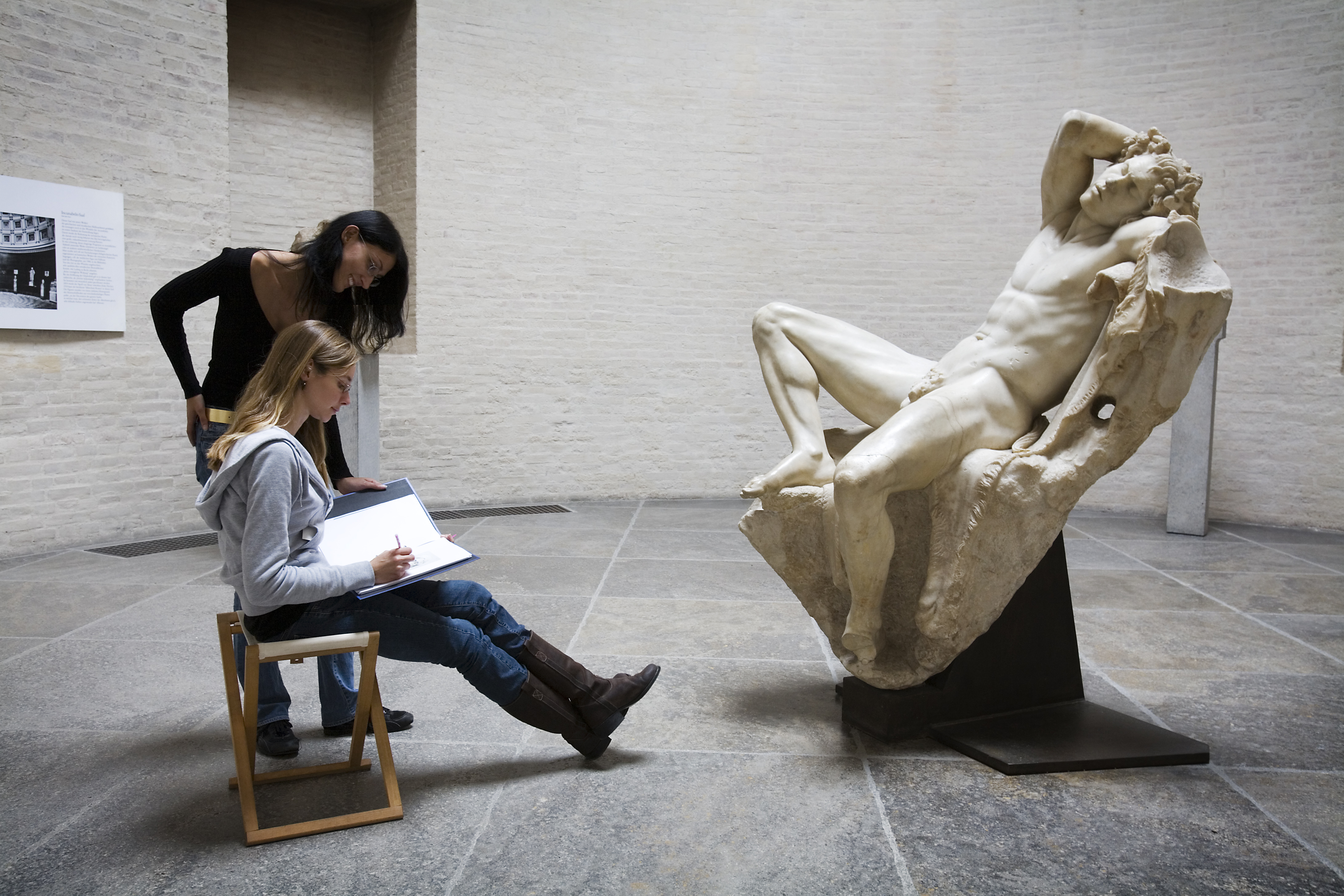
写生活动

在素描中，各式各样的线条是表现物体的关键。侧锋线条较粗，笔尖树立时则可更好地进行细部表现。线条交叉排列重叠后会形成色块，进行排列时需要保证两边虚、中间实。

## 基本形与结构

### 比例
比例是一种造型特征，所有的造型艺术都不可以忽视比例，它主要指两种物体之间的大小、深浅、曲直等的比较，如果没有参照物，那也就没有比例关系。作画时，二维平面上的长宽比例，也就长度（距离）的比例关系是最为重要的。

### 构图

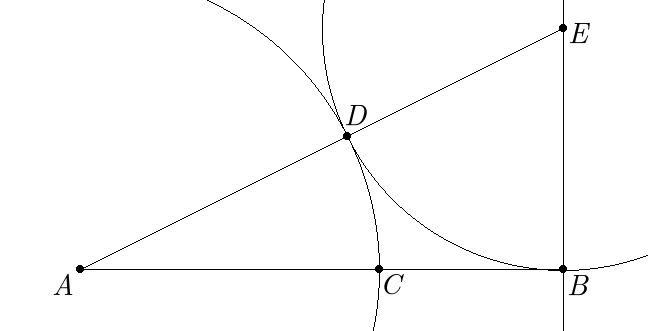
尺規作圖求得的黄金分割點（點D和點C）

构图是对画面的构思与安排，造型构图的视觉平衡本质是由物理量的平衡得到的。
在对称性构图中，画面的主体被安排在画面中心，其余至于两边起到对称、平衡的作用，一般用于表达静态物体。对称性构图有金字塔式构图、四边形构图、“S”形构图、“L”形构图等。均衡式构图中，主体物和非主体物至于两边平衡作用，背景的分割并不均匀。